# Klooster St. Franciscus Alverna
Klooster St. Franciscus Alverna is een klooster en kloosterverzorgingshuis van de Zusters Franciscanessen in Aerdenhout, gemeente Bloemendaal dat rond 1772 werd gebouwd. Tot 2011 was het gevestigd op het Landgoed Alverna.

## Klooster
Zoals vele kloostergemeenschappen hebben ook de Zusters Franciscanessen te maken met vergrijzing en terugloop van het ledenaantal. Om die reden hebben de Zusters Franciscanessen al in 2006 opdracht gekregen te onderzoeken op welke wijze de door hen geboden zorg het beste gegarandeerd kon worden. (Zie verder hieronder.) Onderdeel van de vernieuwingen was het afstoten van het oude monumentale kloostergebouw en nieuwbouw. In 2009 is de bouw begonnen, welke in 2011 is opgeleverd. Zowel de kloostergemeenschap als het verzorgingstehuis zijn toen verhuisd.  Ondanks dat beide nu in hetzelfde pand huizen, zijn wonen en zorg volledig gescheiden. Het oude klooster en het landgoed werden daarop afgestoten.

## Kloosterverzorgingstehuis
In 1987 is het Kloosterverzorgingstehuis Alverna formeel opgericht door de "Congregatie zusters Franciscanessen". In die tijd werd het verzorgingshuis uitsluitend bewoond door nonnen en religieuzen behorend tot de Nederlandse rooms-katholieke kerkprovincie. Om praktische redenen is voor het verzorgingstehuis een uitvoerend orgaan in het leven geroepen, de KBO Alverna, die het verzorgingstehuis formeel huurt van het klooster. De Zusters Franciscanessen onderzochten reeds vanaf 2006 de opties voor het voortbestaan van de specifieke zorg voor oudere religieuzen. Fusies bleken geen optie vanwege de financiële risico's. KBO Alverna heeft uiteindelijk besloten de uitvoering van de zorg volledig uit te besteden aan onderaannemer "ZorgSpecialist" te Santpoort. KBO Alverna is een rechtspersoon zowel naar kerkelijk recht als naar burgerlijk recht.
Door de verdere terugloop van het aantal religieuzen in Nederland, verwachtte KBO Alverna in 2011 dat binnen afzienbare tijd niet voldoende religieuzen beschikbaar zijn voor haar "De Tuinkamer", een kleinschalige woonvorm voor mensen met dementie. Om 100% bezetting te garanderen, zullen dan ook niet-religieuzen toegelaten worden. "De Zorgspecialist" verwacht dat dat moment al in 2013 aanbreekt.